# Comté de Marion (Missouri)
Pour les articles homonymes, voir Comté de Marion.
Le comté de Marion, en anglais : Marion County, est un comté des États-Unis, situé dans l'État du Missouri.